# لورا اپریا
لورا اپریا (انگلیسی: Laura Oprea؛ زادهٔ ۱۹ فوریهٔ ۱۹۹۴) ورزشکار روئینگ اهل رومانی است.
وی در مسابقات کشوری و بین‌المللی در مجموع برندهٔ ۳ مدال طلا، ۱ مدال نقره، ۳ مدال برنز شده‌است.